# La Lagunilla, La Perla
La Lagunilla är en ort i Mexiko.   Den ligger i kommunen La Perla och delstaten Veracruz, i den sydöstra delen av landet, 210 km öster om huvudstaden Mexico City. La Lagunilla ligger 2 420 meter över havet och antalet invånare är 846.
Terrängen runt La Lagunilla är kuperad åt nordost, men åt sydväst är den bergig. Runt La Lagunilla är det ganska tätbefolkat, med 199 invånare per kvadratkilometer. Närmaste större samhälle är Orizaba, 17,3 km söder om La Lagunilla. I omgivningarna runt La Lagunilla växer huvudsakligen savannskog.